# Philodoria neraudicola
Philodoria neraudicola là một loài loài bướm thuộc họ Gracillariidae. Đây là loài đặc hữu của Kauai, Oahu, Molokai và Hawaii.
Ấu trùng ăn các loài Neraudia melastomaefolia và Pipturus albidus. Chúng ăn lá cây nơi chúng sống.